# 五重奏
五重奏是指通常有五个成员組成的音樂組合。例如弦乐五重奏、木管五重奏、銅管五重奏等五人音樂組合就是常見的五重奏。其中5位成員各自演奏不同的樂器。